# بولويرية كاذبة
بولويرية كاذبة (الاسم العلمي: Pseudobulweria)، جنس طيور بحرية من فصيلة الطيور النوية.